# 伯特維爾 (密蘇里州)
伯特維爾（英語：Burtville）是位於美國密蘇里州約翰遜縣的非建制地區。

## 歷史
伯特維爾的郵局於1892年設立，其後於1904年停運。

## 地理
伯特維爾所處的海拔為高於海平面259米（即850英呎），而該地所採用的時區為UTC-6，即北美中部時區（CST）。同時該地設有夏令時間，為UTC-6調快一小時，即UTC-5（CDT）。